# Leopoldo Lugones
Leopoldo Lugones (ur. 13 czerwca 1874 w Villa de María del Río Seco, zm. 19 lutego 1938 w Buenos Aires) – argentyński poeta i krytyk literacki, reprezentant kierunku zwanego modernizmem hispanoamerykańskim.
Urodził się w mieście Villa de María del Río Seco w prowincji Córdoba. W młodości związał się z socjalistami, w 1897 roku był współzałożycielem wydawanego w Buenos Aires lewicowego czasopisma La montaña. Był aktywnym członkiem grupy modernistycznych poetów eksperymentalnych, skopionych wokół Nikaraguańczyka Rubéna Darío.
Pierwszy zbiór wierszy Lugonesa, zatytułowany Las montañas del oro (Złota Góra) został opublikowany w 1897 roku. Jego ówczesna poezja wykazywała zbieżność z modernizmem, charakteryzowała się używaniem wiersza wolnego oraz egzotycznej metaforyki. Tych samych środków Lugones używał w kolejnych tomach, Los crepúsculos del jardín (1905) oraz Lunario sentimental (1909).
W latach 1911–1914 przebywał w Paryżu, gdzie redagował pismo Revue Sudaméricaine. Po wybuchu I wojny światowej wrócił do Argentyny. Jego poglądy polityczne, dotąd zbliżone do socjalizmu, uległy zmianie i skierowały się w stronę konserwatyzmu i nacjonalizmu. W 1929 roku został faszystą. Zmiana ta znalazła odzwierciedlenie również w stylu literackim, który stał się bardziej realistyczny, co jest widoczne m.in. w poemacie El libro de los paisajes (1917), wychwalającym piękno argentyńskiej wsi.
W latach 1914–1938 był dyrektorem Narodowej Rady Edukacji. W 1924 roku reprezentował Argentynę w Komitecie ds. Współpracy Intelektualnej przy Lidze Narodów. Zajmował się też historią Argentyny, a także klasyczną literaturą grecką, m.in. przełożył na język hiszpański Iliadę i Odyseję.
Działalność publiczna i związana z nią odpowiedzialność stanowiła znaczącą trudność dla introwertycznego poety i wywoływała silne napięcie emocjonalne. 19 lutego 1938 Lugones popełnił samobójstwo. 
Pozostawił zróżnicowaną pod względem stylu i poetyki twórczość (poezje w stylu romantycznym i dekadencko-modernistycznym, dzieła o zabarwieniu ironicznym, patriotyczne opowiadania, bukoliki).

## Wybrana twórczość

### Poezja
- Las montañas del oro (1897)
- Los crepúsculos del jardín (1905)
- Lunario sentimental (1909)
- Odas seculares (1910)
- El libro fiel (1912)
- El libro de los paisajes (1917)
- Las horas doradas (1922)
- Romances del río seco (wydane pośmiertnie, 1939)

### Proza
- La guerra gaucha (1905
- Las fuerzas extrañas (1906)
- Cuentos fatales (1926)
- Yzur (1906)